# Râul Sibișel, Orăștie
Râul Sibișel este un curs de apă, afluent al râului Orăștie. 

## Hărți
- Harta județului Hunedoara
- Harta Munții Șureanu  Arhivat în 11 mai 2012, la Wayback Machine.